# Siglo chino

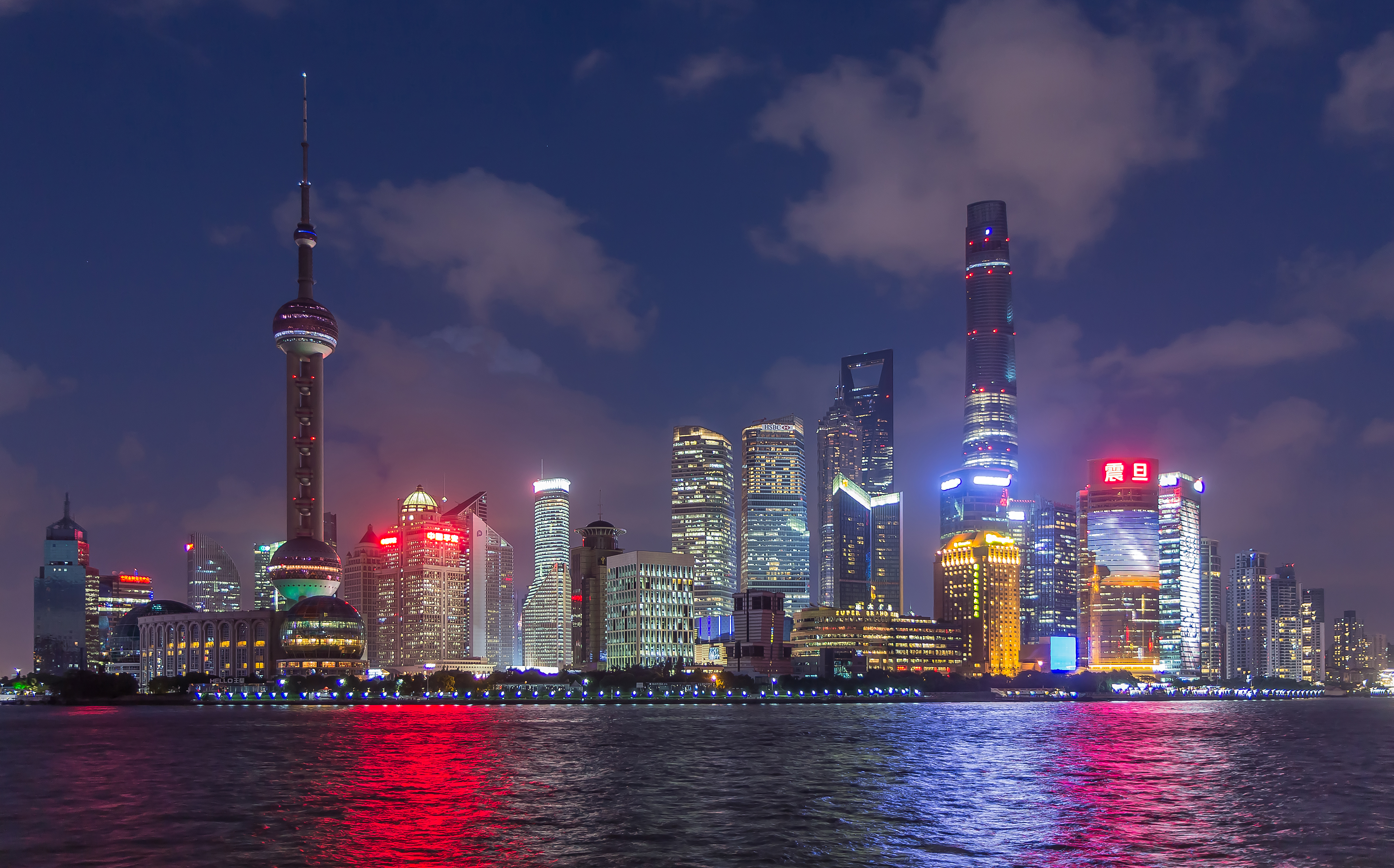
La ciudad china de Shanghái en 2017. El crecimiento económico de China en las últimas décadas es uno de los más extraordinarios ejemplos de desarrollo de un país en la historia.

El siglo chino (en chino simplificado: 中国世纪; en chino tradicional: 中國世紀; en pinyin: Zhōngguó Shìjì) es un neologismo que sugiere que el siglo XXI estará dominado geopolíticamente por la República Popular China, del mismo modo que el siglo XX fue «el siglo estadounidense» y el siglo XIX «el siglo imperial británico». La expresión se utiliza especialmente para afirmar que la economía de la República Popular China superará a la economía de Estados Unidos como la economía nacional más grande del mundo en el siglo XXI, posición dominante que el país ocupó entre el siglo XVI y principios del XIX. La revista económica liberal The Economist argumentó que el siglo chino ya es una realidad, ya que en 2014 los organismos internacionales certificaron que la economía de China había adelantado a la de Estados Unidos en paridad de poder adquisitivo.
Gobernada desde 1949 por el Partido Comunista de China, la República Popular China fue una economía planificada parecida al sistema soviético hasta 1978, cuando comenzaron las reformas económicas, especialmente con la apertura de polos de inversión conocidos como «zonas económicas especiales», que transformaron el sistema económico del país, con tasas extraordinarias de crecimiento económico. El gobierno chino llama a su política económica «socialismo con características chinas», donde a pesar de regir una economía de mercado, el Estado mantiene fuertes regulaciones e interviene en la economía gracias a la propiedad de empresas líderes en sectores estratégicos.
En las últimas décadas, China ha creado una red de organizaciones de cooperación internacional, como la Organización de Cooperación de Shanghái, vista como una alternativa a la OTAN. También creó el Banco Asiático de Inversión en Infraestructura y el Nuevo Banco de Desarrollo, que para los analistas occidentales se trataría de una alternativa al Banco Mundial y al Fondo Monetario Internacional, históricamente en la órbita de Estados Unidos. En los últimos tiempos, China también ha desplegado enormes esfuerzos en la configuración de una red de comercio e inversión llamada Iniciativa del Cinturón y Ruta de la Seda, con inversiones a futuro valoradas en «un billón de dólares», con el fin de aumentar su importancia en los asuntos mundiales. La Asociación Económica Integral Regional, un gran acuerdo de libre comercio entre varias naciones asiáticas con China, se considera también un contrapeso chino a los intentos de Estados Unidos de incrementar su influencia en Asia a través de su Acuerdo Transpacífico de Cooperación Económica.

## Factores y debate
| Posición | País           | Gasto militar, 2020 (en millones de USD) |
| -------- | -------------- | ---------------------------------------- |
| 01       | Estados Unidos | 684 600                                  |
| 02       | China          | 181 100                                  |
| 03       | Arabia Saudí   | 78 400                                   |
| 04       | Rusia          | 61 600                                   |
| 05       | India          | 60 500                                   |

El debate en torno al «siglo chino» pasa necesariamente por las valoraciones sobre la capacidad de China de sobrepasar como primera potencia mundial a Estados Unidos. Dado que el fortalecimiento de China a nivel internacional inquieta e incluso es vista como una amenaza en algunos sectores de Occidente, China ha vinculado las líneas de su política exterior a varios planteamientos. Desde la década de 1990, adoptó el llamado «nuevo concepto de seguridad», que desde el siglo XXI se fusionó con la doctrina establecida por Hu Jintao, presidente de China entre 2003 y 2013, conocida como el «ascenso pacífico de China», a través del cual China intenta proyectar una imagen de responsabilidad y poder blando y la promesa de que no será una amenaza para la paz y la seguridad del mundo.
La primera década del siglo XXI supuso un notable desgaste para la imagen de Estados Unidos en numerosos ámbitos, lo que sumado al continuo crecimiento de China, hizo que numerosos expertos expresaran sus dudas sobre su capacidad de mantener su posición internacional. Los estudiosos que se muestran escépticos sobre la capacidad de Estados Unidos de mantener su unipolaridad incluyen a Robert Pape, quien escribió en 2009: «Estados Unidos está en un declive sin precedentes [...] si la tendencia continúa, recordaremos los años de la Administración Bush como la sentencia de muerte de la hegemonía estadounidense». De manera similar, Fareed Zakaria escribió: «el orden unipolar de las últimas dos décadas esta disminuyendo no por Irak, sino por una difusión más amplia del poder en todo el mundo». Por tanto, las dos ideas subyacentes son que Estados Unidos estaría en declive con relación a China y que los costes que suponen para Estados Unidos el mantenimiento de su hegemonía, para sostener un sistema globalizado y unipolar, contribuyen precisamente a ese declive. En 2011, Michael Beckley, investigador del Harvard Kennedy School, lanzó la revista China's Century? Why America's Edge Will Endure, donde rechazaba el enfoque anterior. Sostenía en cambio que «Estados Unidos obtiene ventajas competitivas de su posición dominante y la globalización le permite a su vez explotar estas ventajas, atrayendo actividad económica y manipulando el sistema internacional en su beneficio».
| Posición | País           | PIB (PPA) (en millones de USD) |
| -------- | -------------- | ------------------------------ |
| 1        | China          | 27 331 166                     |
| —        | Unión Europea  | 22 761 233                     |
| 2        | Estados Unidos | 21 344 667                     |
| 3        | India          | 11 468 022                     |
| 4        | Japón          | 5 749 550                      |
| 5        | Alemania       | 4 467 238                      |

En oposición a quienes sostienen que el declive estadounidense ya es una realidad, Beckley decía en 2012 que si Estados Unidos estuviera realmente en un declive terminal, el país adoptaría políticas económicas neomercantilistas y se desvincularía de sus compromisos militares en Asia, donde mantiene una guarnición permanente de decenas de miles de soldados —especialmente en Corea del Sur y Japón. Sin embargo, desde 2016 durante la presidencia de Donald Trump, Estados Unidos adoptó una política comercial más proteccionista, anunciada por algunas voces como un nuevo mercantilismo, al retirarse del Acuerdo Transpacífico de Cooperación Económica, negociar un nuevo TLCAN y mantener disputas comerciales crecientes con la Unión Europea.
Para Beckley, si Estados Unidos no está en declive, y si la globalización y su hegemonía son su principal sostén, entonces Estados Unidos debería hacer lo contrario: contener el crecimiento de China manteniendo una política económica liberal en el mundo y someter las ambiciones chinas manteniendo una sólida presencia política y militar en Asia. Beckley, al contrario que otras corrientes de pensamiento, cree que Estados Unidos se beneficia de su hegemonía y que el orden internacional que colapsó en 1990, no fue por voluntad de Estados Unidos, dado que en todo caso era beneficioso para sus intereses, sino que colapsó por sí solo.
Otros comentaristas han hecho hincapié en sus diferencias con el Occidente capitalista y democrático, pues China ha logrado extraordinarias tasas de crecimiento prescindiendo de la democracia liberal como sistema político, consolidando un sistema alternativo al occidental y «su inseparable binomio capitalismo-democracia liberal». En el ámbito económico, algunos académicos han tratado de clasificar a China como uno más de los países asiáticos que han logrado desarrollar sus economías (como Japón o los «tigres asiáticos»). Otros autores, como Oded Shenkar, han tratado de desligar a China de la experiencia de otros países asiáticos y en cambio han homologado el desarrollo de China en el siglo XXI con el desarrollo de Estados Unidos en el siglo XX por su condición de futura potencia mundial.
Paul Kipchumba en Africa in China's 21st Century: In Search of a Strategy predice una «guerra fría mortal» entre los EE.UU y China en el siglo XXI y de no ocurrir esa guerra fría, «China suplantará a Estados Unidos en todos los aspectos de la hegemonía global».